# Mario César Rodríguez
Mario César Rodríguez (Potrerillos, 31 de julho de 1975) é um ex-futebolista hondurenho que atuava como meia.

## Carreira
Mario César Rodríguez integrou a Seleção Hondurenha de Futebol na Copa América de 2001.

## Títulos
Seleção Hondurenha
- Copa América de 2001: 3º Lugar